# A Very Natural Thing
A Very Natural Thing – amerykański dramat filmowy w reżyserii Christophera Larkina z 1974 r.